# プブリウス・セルウィリウス・ウァティア・イサウリクス (紀元前48年の執政官)
プブリウス・セルウィリウス・ウァティア・イサウリクス（ラテン語: Publius Servilius Isauricus、紀元前94年ごろ - 没年不明）は、紀元前1世紀中期の共和政ローマの政治家・軍人。紀元前48年に執政官（コンスル）を務めた。

## 出自
セルウィリウス氏族はもともと古いパトリキ（貴族）の氏族であるが、共和政末期にはプレブス系の家も活躍しており、イサウリクスが属するセルウィリウス・ウァティア家はプレブス系である。セルウィリウス・ウァティア家はパトリキ系のセルウィリウス氏族であるセルウィリウス・カエピオ家との関係がある。
イサウリクスの父は紀元前79年の執政官プブリウス・セルウィリウス・ウァティア・イサウリクス でスッラの有力なであった。祖父のガイウス・セルウィリウス・ウァティアは紀元前115年前後に法務官（プラエトル）としてマケドニア属州総督を務めた。ウァティアのコグノーメン（第三名、家族名）は祖父が使い始めた。
イサウリクスの父方の祖母は、クィントゥス・カエキリウス・メテッルス・マケドニクスである。この関係を通じ、イサウリクスは当時最も有力な一族であったカエキリウス・メテッルス家と親しかった。

## 経歴

### 初期の経歴
プラエトル（法務官）就任年と、コルネリウス法（Lex Cornelia de magistratibus）の年齢要件から逆算して、歴史学者はイサウリクスの生誕年を紀元前94年ごろと推定している。父プブリウスは、しつけに鞭を使うなど、非常に厳しくイサウリクスを育てた。マルクス・カエリウス・ルフス（紀元前48年法務官）は、イサウリクスの最初の執政官のときに、これを皮肉な冗談として使っている。即ち、執政官イサウリクスがカエリウスの椅子を壊したとき、カエリウスは別の椅子を置かせたが、執政官がかつて父に鞭で打たれたことがあったという話にちなんで、革製の紐で作られたものにさせたのである。
イサウリクスに関する最初の現存記録は紀元前60年のものである。その時点でイサウリクスは元老院議員であり、クァエストル（財務官）経験者（クァエストリア）であった。キケロは紀元前60年3月の元老院会議で、イサウリクスが最後に発言したと述べている。イサウリクスはこの頃までに、非常に影響力のある政治家であったマルクス・ポルキウス・カト・ウティケンシスの姪と結婚しており、カトの支援者の一人であった。このため、紀元前60年にカトと共に、ティトゥス・ポンポニウス・アッティクスに対する債務をかかえていた、ギリシアの都市シキオンの弁護を行っている。紀元前56年、イサウリクスはカトの義子のマルクス・カルプルニウス・ビブルスとマルクス・ファウォニウスと共に、エジプト王プトレマイオス12世の復位問題に関して、ポンペイウスに反対した。ローマに亡命していたプトレマイオスは、王位復帰のための援助をローマに求めていたが、ポンペイウスはカエサルおよびクラッススとの同盟関係を頼りに、軍事力を用いてプトレマイオスを復位させ、エジプト侵攻軍の指揮を自分が執るこを望んだ。対するイサウリクス、ビブルス、ファウォニウスは、軍事力は用いず、3人の大使をエジプトに派遣することとし、その人選を進めることを主張した。これは当時ローマへの穀物供給に責任を持ち、強大な権力を有していたポンペイウスに対する公然たる反対であった。結局、ポンペイウスはエジプトに関連した計画を放棄しなければならなかった。
紀元前54年、イサウリクスはプラエトル（法務官）に就任する。同僚の一人はカトであった。この職権で、ガリアの総督代理であったガイウス・メッシウスを裁判のためにローマに召喚している。しかし、告訴内容が何であったかについては資料には記載されておらず、この事件の政治的背景は不明である。同年、アッロブロゲス族の反乱を鎮圧したプロプラエトル（前法務官）ガイウス・ポンプティヌスが凱旋式の実施を求めた。凱旋式実施のために、ポンプティヌスには1日だけローマ市内での軍の指揮権を認める法が成立していたが、カトとイサウリクスはこの法は正当なものではないとし、ローマ市内での儀式を禁じようとした。しかし、元老院も他の政務官も、護民官クィントゥス・ムキウス・スカエウォラを除いては二人を支持しなかった。それでも二人はカンプス・マルティウスから市内に入る城門を塞いだ。しかし、結局ポンプティヌスは市内に入り、凱旋式は実施された。

### カエサル派となる
紀元前49年にポンペイウスとカエサルの内戦が始まると、イサウリクスはカエサルを強力に支持した。プルタルコスによれば、紀元前48年末に、ルキウス・カルプルニウス・ピソ・カエソニヌスがカエサルに和平交渉の開始を提案した際、イサウリクスは反対した。紀元前49年12月、カエサルは自身の同僚としてイサウリクスを次期執政官に任命した。ロシアの歴史学者A. イエゴロフによると、イサウリクスは「穏健な政策を続ける」とし、既得権益者であるノビレス（新貴族）に対して、いかなる急進的な措置を取らないことを宣言した。
カエサルはポンペイウスと戦うためにバルカン半島に出征したが、イサウリクスは執政官としてローマに留まった。このときローマでは法務官マルクス・ケリウス・ルフスが騒ぎを起こした。ルフスはデマゴーグとして行動し、借金の債務を帳消しにして、さらに家の賃貸料も免除することを提案した。これを受けて、元老院はルフスを解任することを決定し、の決定に基づいてイサウリクスは、元老院からルフスを追放し、フォルムでの演説も禁じた。リフスはローマを離れ、ティトゥス・アンニウス・ミロと同盟して反乱を起こしたが、敗れて死亡した。ポンペイウスがファルサルスの戦いで決定的な敗北を喫したとの報告がローマに届くと、イサウリクスは元老院決定に基づいてカエサルをディクタトル（独裁官）に任命した。従来とは異なり、カエサルの独裁官任期は6ヶ月ではなく1年とされた。
紀元前46年から44年まで、イサウリクスはアシア属州総督を務めた。 彼は内戦とポントスの侵略に苦しんでいた地域を安定させるために多くの政策を実施した。この間にキケロからイサウリクスに宛てた書簡が7通残っているが、その内容は友情の保証と様々な人々への推薦である。イサウリクスの名前は、ペルガモン、スミルナ、エフェソス、マグネシア、テノスといった、小アジアの都市に残る碑文に刻まれている。これらの碑文の中で、この地方の人々は、地方の宗教を保護をしてくれた総督に感謝を述べている。

### カエサル死後
イサウリクスは紀元前44年の夏にローマに戻ったが、このときまでに父が死去し、またカエサルが暗殺されていた。二つの派閥の間で激しい政治闘争が勃発していたが、イサウリクスは丁度両派の中央にいたといえる。カエサル派は、彼の友人や仲間が多くいた。一方で暗殺者には彼の親族も含まれていた。マルクス・ユニウス・ブルトゥスとガイウス・カッシウス・ロンギヌスは義理の兄弟であった。紀元前44年9月初旬、イサウリクスはキケロ、ピソ・カエソニヌスと共に、カエサル暗殺者に対する報復を求めたマルクス・アントニウスを抑えた。紀元前43年1月には、キケロ、ルキウス・マルキウス・ピリップス、セルウィウス・スルピキウス・ルフスと共に、まだ19歳に過ぎなかったカエサルの後継者オクタウィアヌスに、コルネリウス法の規定よりも10歳早く高位政務官職に就任することを認め、元老院議員とするとともに財務官および法務官権限を与えた。イサウリクスが所属していたオプティマテス（門閥派）は、アントニウスに対抗するためにオクタウィアヌスを使うことを期待していた。その日の会議では、通常の問題のみを議論する予定であったが、イサウリクスがオクタウィアヌスの件を持ち出したか、あるいはその提案を最初に支持し、それが採択された。
続いてオクタウィアヌスは、アントニウスと戦う一軍を率いることとなった。3月20日、元老院はガリア・ナルボネンシス属州総督マルクス・アエミリウス・レピドゥスからの、アントニウスとの和平締結を提案する書簡を読み上げた。レピドゥスは義理の兄弟ではあったが、イサウリクスこの提案に激しく反対した。4月の終わりには、ムティナの戦い（4月21日）でアントニウスが敗北したとの報告がローマに届いたが、イサウリクスは祝勝会を開催することを提案した。同じ元老院会議で、彼はシリア属州総督で過激なカエサル派であるプブリウス・コルネリウス・ドラッベラに対する戦争を求めるロンギヌスを支持した。
しかしその後、状況は劇的に変化した。レピドゥスとガリア・キサルピナ属州総督ルキウス・ムナティウス・プランクスはアントニウスに味方し、夏にはオクタウィアヌスが補充執政官に就任した。おそらく元老院の多数派の支持を得るためであろうが、オクタウィアヌスはイサウリクスの娘との結婚を交渉した。実際には、同年末にオクタウィアヌスはアントニウス、レピドゥスと同盟を結び（第二次三頭政治）、アントニウスの連れ子であるクロディア・プルクラと結婚した。一方プルケルは、見返りとして紀元前41年に二度目の執政官に就任している。

### その後
二度目の執政官の同僚は、アントニウスの弟のルキウス・アントニウスであった。この頃には、ローマを支配していたのは元老院ではなく、軍とそれを率いる将軍達であった。執政官任期満了後のイサウリクスに関する記録はない。もしかしたら長生きしたのかもしれない。
おそらく4世紀の歴史家フェストゥスがアウグル（鳥占官）のプブリウス・セルウィリウスと書いているのは、イサウリクスのことであろう。

## 家族
イサウリクスはデキムス・ユニウス・シラヌスの娘ユニアと結婚した。ユニアはカトの姪であり、小カエピオの孫娘にあたる。ユニアの半兄はマルクス・ユニウス・ブルトゥスで、姉または妹がガイウス・カッシウス・ロンギヌスとマルクス・アエミリウス・レピドゥスと結婚している。
イサウリクスとユニアの間には多くの子供があったが、資料で確認できるのは二人のみである。息子プブリウスは紀元前25年に法務官を務めている。第2代皇帝ティベリウスの時代に、裕福な法務官経験者セルウィリウス・ウァティアとセネカが述べているのは、このプブリウスの可能性がある。娘セルウィリアは、オクタウィアヌスと婚約したが結婚はせず、後にレピドゥスの息子と結婚した。

## 参考資料

### 古代の資料
- ルキウス・アンナエウス・セネカ『ルキリウス宛書簡集』
- カッシウス・ディオ『ローマ史』
- プルタルコス『対比列伝』
- ガイウス・スエトニウス・トランクィッルス『皇帝伝』
- マルクス・トゥッリウス・キケロ『家庭について』
- マルクス・トゥッリウス・キケロ『アッティクス宛書簡集』
- マルクス・トゥッリウス・キケロ『友人宛書簡集』
- マルクス・トゥッリウス・キケロ『弟クィントゥス宛書簡集』
- マルクス・トゥッリウス・キケロ『ブルトゥス宛書簡集』
- ガイウス・ユリウス・カエサル『内乱記』
- クインティリアヌス『弁論家の教育』

### 研究書
- Grimal P. Cicero. - M .: Young Guard, 1991 .-- 544 p. - ISBN 5-235-01060-4 .
- Egorov A. Julius Caesar. Political biography. - SPb. : Nestor-History, 2014 .-- 548 p. - ISBN 978-5-4469-0389-4 .
- Kravchuk A. Sunset of the Ptolemies. - M .: Nauka, 1973 .-- 216 p.
- Mashkin N. Principle of August .. Origin and essence. - M.-L .: Publishing house of the Academy of Sciences of the USSR, 1949 .-- 686 p.
- Utchenko S. Julius Caesar. - M .: Mysl, 1976 .-- 365 p.
- Broughton R. Magistrates of the Roman Republic. - New York, 1952. - Vol. II. - P. 558.
- Mühlberghuber M. Untersuchungen zu Leben, Karriere und Persönlichkeit des Q. Caecilius Metellus Pius (cos. 80 v. Chr.). Seine Rolle im Sertoriuskrieg (80-71 v. Chr.) . - Wien, 2015 .-- 119 p.
- Münzer F. Servilii Caepiones // Paulys Realencyclopädie der classischen Altertumswissenschaft . - 1942. - Bd. II A, 2. - Kol. 1775-1780.
- Münzer F. Servilius 26 // Paulys Realencyclopädie der classischen Altertumswissenschaft . - 1942. - Bd. II A, 2. - Kol. 1767.
- Münzer F. Servilius 67 // Paulys Realencyclopädie der classischen Altertumswissenschaft . - 1942. - Bd. II A, 2. - Kol. 1798-1802.
- Münzer F. Servilius 90 // Paulys Realencyclopädie der classischen Altertumswissenschaft . - 1942. - Bd. II A, 2. - Kol. 1811.
- Münzer F. Servilius 104 // Paulys Realencyclopädie der classischen Altertumswissenschaft . - 1942. - Bd. II A, 2. - Kol. 1821-1822.
- Syme R. The Augustan Aristocracy. Oxford University Press, 1986.